# Korla (Vorname)
Korla (IPA: kɔʀla) ist ein männlicher Vorname. Es ist die sorbische Form des Namens Karl.
Für weitere Informationen zum Namen siehe den Hauptartikel Karl.

## Bekannte Namensträger
- Korla Awgust Kocor (1822–1904), sorbischer Komponist
- Korla Janak (1891–1968), sorbischer Arbeiterführer, Politiker und Domowina-Funktionär
- Korla Awgust Jenč (1828–1895), Pfarrer und Literaturhistoriker
- Korla Awgust Mosak-Kłosopólski (1820–1898), Jurist und Reichstagsabgeordneter